# Keir Starmer
Sir Keir Rodney Starmer (Londra, 2 settembre 1962) è un politico e avvocato britannico, primo ministro del Regno Unito dal 5 luglio 2024 e Leader del Partito Laburista dal 4 aprile 2020. Dal 2015 è membro della Camera dei comuni in rappresentanza della circoscrizione londinese di Holborn and St Pancras.
Prima di entrare in politica ha svolto la professione di avvocato in qualità di difensore, specializzato in diritti umani. Dal 2008 al 2013 è stato direttore della Pubblica Accusa per l'Inghilterra e il Galles.
È stato nominato Queen's Counsel (QC) nel 2002 e Knight Commander of the Order of the Bath (KCB) nel 2014. Ha prestato giuramento come membro del Consiglio privato il 19 luglio 2017.

## Biografia

### Formazione e primi anni
Nato a Southwark, un borough di Londra, è figlio di una infermiera e di un costruttore di utensili; i genitori, fervidi sostenitori del Partito Laburista, gli dettero il nome del fondatore del partito, Keir Hardie. Insieme ai quattro fratelli, Starmer è cresciuto nella piccola città di Oxted, nel Surrey, ha frequentato la Reigate Grammar School e studiato diritto all'Università di Leeds e al collegio Saint Edmund Hall dell'Università di Oxford.
Starmer ha iniziato la sua carriera legale di barrister nel 1987, specializzandosi nell'area dei diritti umani. Nel 2002 è avanzato a QC (Consiglio della Regina). Direttore della Procura britannica dal 2008 al 2013, è stato eletto membro della Camera dei comuni alle elezioni generali del Regno Unito del 2015 come candidato del Partito Laburista nella circoscrizione di Holborn and St Pancras. Starmer, rieletto nel 2017 e nel 2019, è stato nominato ministro-ombra per la Brexit dal leader laburista Jeremy Corbyn nel 2016.

### Leader del Partito Laburista
Dopo la pesante sconfitta dei laburisti nelle elezioni generali del 2019 e le dimissioni di Jeremy Corbyn, il 4 gennaio 2020 Starmer ha annunciato la sua candidatura alla leadership del partito laburista: il 4 aprile 2020, dopo aver battuto le rivali Rebecca Long-Bailey e Lisa Nandy, è stato eletto capo del partito con il 56,2% dei voti al primo turno. Nel suo discorso di accettazione ha detto che aveva in programma di "impegnarsi in modo costruttivo con il governo", essendo diventato leader dell'opposizione durante la pandemia di COVID-19. Il giorno seguente ha nominato il suo gabinetto-ombra, che includeva l'ex leader Ed Miliband, così come entrambi i candidati che aveva sconfitto nella corsa per la leadership. Ha anche nominato Anneliese Dodds come Cancelliere-ombra dello Scacchiere, rendendola la prima donna a ricoprire quella posizione anche se in un governo-ombra.
Durante il lockdown legato alla pandemia di aprile 2020, Starmer ha avvertito che il governo "correva il rischio di rallentare la sua strategia di uscita" e ha chiesto "una tabella di marcia per revocare le restrizioni in alcuni settori dell'economia". Nonostante le varie critiche, ha aggiunto che "il governo sta cercando di fare la cosa giusta. E in questo li sosterremo".

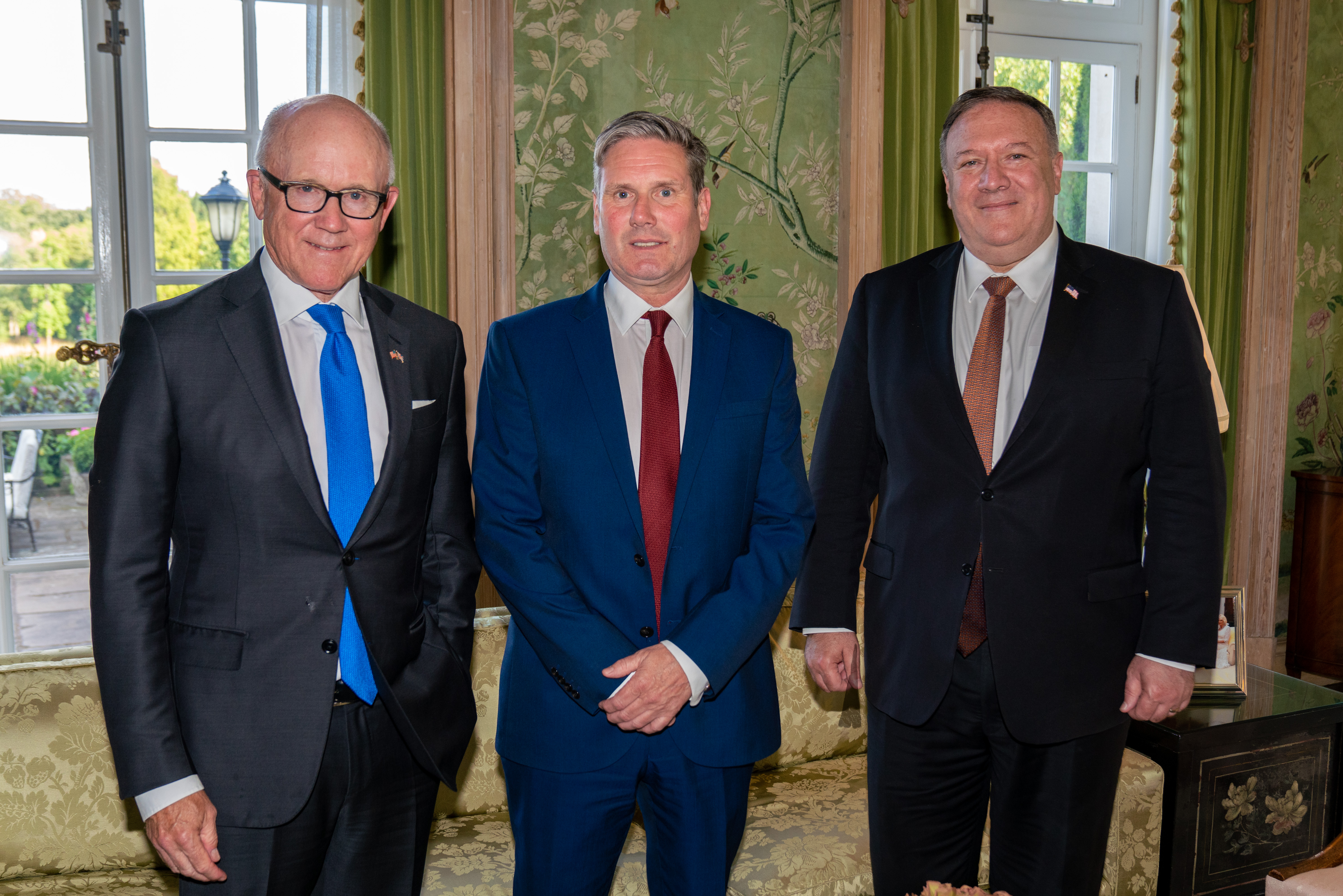
L'ambasciatore statunitense nel Regno Unito Woody Johnson, Keir Strarmer e il segretario di Stato Mike Pompeo ad un incontro il 21 luglio 2020.

Il 25 giugno 2020 Starmer ha licenziato la sua ex rivale nella corsa alla leadership, Rebecca Long-Bailey, dal suo incarico di segretario di Stato-ombra per l'istruzione. Long-Bailey aveva rifiutato di cancellare un tweet nel quale definiva l'attrice Maxine Peake un "diamante assoluto" e in relazione a un'intervista su The Independent in cui la Peake affermava che la pratica di inginocchiarsi sul collo di qualcuno da parte della polizia statunitense (una pratica usata nell'omicidio di George Floyd a Minneapolis) era stata "appresa dai seminari con i servizi segreti israeliani". L'articolo originale affermava che "la polizia israeliana lo aveva negato". Starmer ha affermato che l'articolo "conteneva teorie del complotto antisemite" e che quindi non avrebbe dovuto essere condiviso da Long-Bailey. La decisione di licenziare Long-Bailey è stata criticata dal Socialist Campaign Group mentre è stata accolta con favore da gruppi ebraici tra cui il Consiglio dei deputati e il movimento operaio ebraico. Starmer ha chiarito che "ripristinare la fiducia con la comunità ebraica è una priorità numero uno. L'antisemitismo assume molte forme diverse ed è importante che tutti siamo vigili". Il 27 giugno l'ha sostituita con Kate Green.

### Primo ministro (dal 2024)
In seguito alla vittoria ottenuta, sotto la sua guida, dal partito alle elezioni parlamentari del 2024, è nominato il 5 luglio primo ministro dal re Carlo III, entrando conseguentemente in carica e riportando il Partito Laburista alla guida della nazione dopo 14 anni di governi conservatori.

## Posizioni politiche

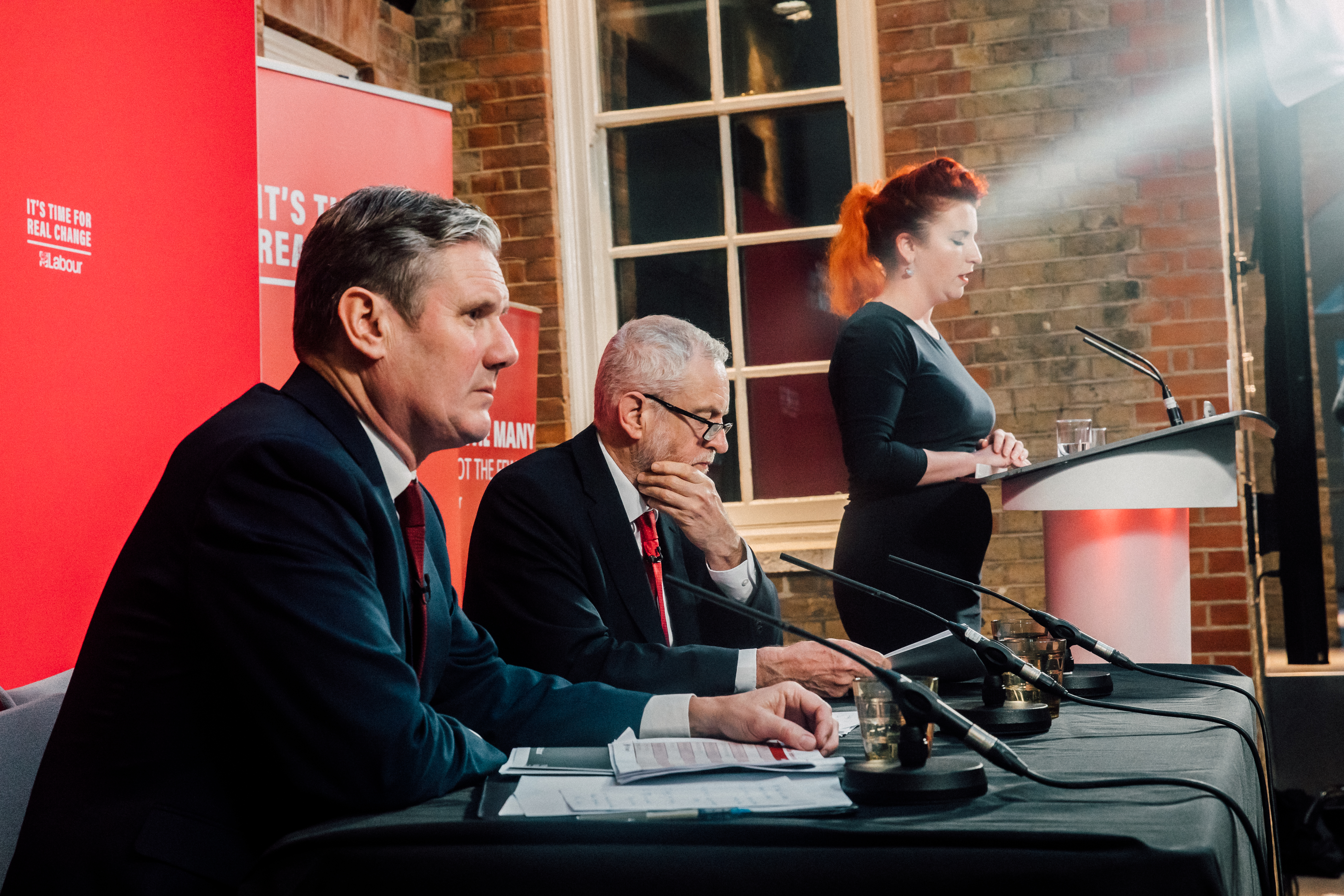
Keir Starmer, Jeremy Corbyn e Louise Haigh durante la rivelazione di un rapporto sulla Brexit, 6 dicembre 2019.

Starmer è stato descritto come esponente della "soft left". Sostiene la proprietà sociale e gli investimenti nei servizi pubblici del Regno Unito, compreso il NHS, nonché l'abolizione delle tasse universitarie. Ha chiesto un aumento delle imposte sul reddito per il 5% superiore dei redditi e la lotta all'elusione fiscale da parte delle società. Sostiene l'inversione dei tagli del Partito Conservatore nell'imposta sulle società e ha sostenuto le proposte anti-austerità dei Labour sotto la guida di Jeremy Corbyn. Sulla disuguaglianza sociale, Starmer propone "indicatori nazionali di benessere" per misurare le prestazioni del paese in termini di salute, disuguaglianza, senzatetto e ambiente. Ha chiesto una "revisione" del sistema di credito universale del Regno Unito.
Starmer ha chiesto la fine delle "guerre illegali" e una revisione delle vendite di armi del Regno Unito. Durante la sua campagna elettorale, si è impegnato a creare un "Prevention of Military Intervention Act", che avrebbe consentito un'azione militare legittima solo con il sostegno della Camera dei comuni. Starmer ha dichiarato nel 2015 di ritenere che la guerra in Iraq "non fosse lecita ai sensi del diritto internazionale perché non vi era alcuna risoluzione delle Nazioni Unite che la autorizzasse espressamente".
Nel 2022, ha dichiarato che ritiene necessaria l'abolizione della Camera dei lord e la sostituzione con una camera alta elettiva.
Durante la campagna elettorale del 2024, che lo ha visto vincitore sui conservatori di Sunak, in merito alla guerra in Ucraina, ha affermato che "L'ultima cosa che chiunque in Ucraina desidera è vedere i partiti politici nel Regno Unito litigare per qualcosa che per loro è una questione di vita o di morte", confermando un fronte quasi unito con il governo conservatore uscente in materia di politica estera, nonché un impegno incrollabile nei confronti della NATO e della guerra in Ucraina.

## Vita privata

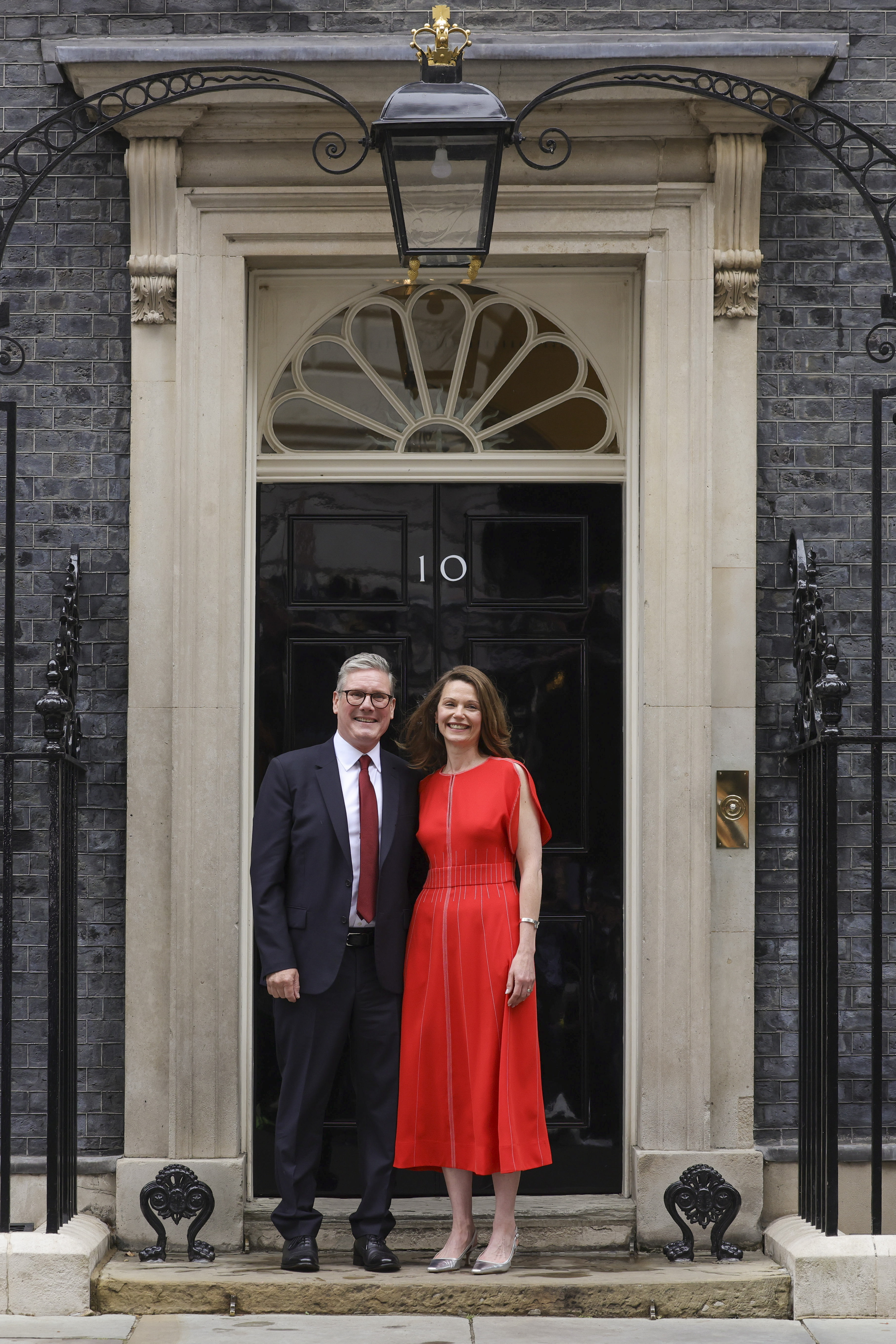
Starmer e sua moglie Victoria al loro arrivo a 10 Downing Street, luglio 2024

Starmer ha sposato nel 2007 Victoria Alexander, avvocata di origine ebraico-polacca, e ha un figlio e una figlia cresciuti nella religione ebraica. È stato nominato "cavaliere commendatore" (KCB) dell'Ordine del Bagno in occasione del capodanno del 2014 per servizi resi "alla legge e alla giustizia penale". Il cavalierato gli conferisce il diritto di essere appellato "Sir Keir Starmer", tuttavia preferisce non essere chiamato "Sir".
Starmer è un calciatore appassionato, avendo giocato per Homerton Academicals, una squadra amatoriale a nord di Londra, e tifa l'Arsenal, squadra della Premier League. Starmer è vegetariano, convinto che "sia meglio per se stesso e per l'ambiente".
Starmer ha ottenuto l'attenzione dei media alla fine di ottobre 2020 dopo aver colpito un ciclista. La vittima ha subito ferite lievi. Secondo un suo portavoce, egli è rimasto sul luogo dell'incidente fino all'arrivo dell'ambulanza e il giorno dopo ha denunciato alla polizia. Secondo un portavoce della polizia, Starmer ha parlato con un ufficiale della British Transport Police sul posto, ma ha lasciato la scena dell'incidente prima che arrivassero gli agenti di polizia in servizio.
Nel maggio 2022 la polizia britannica ha annunciato l'apertura di un'indagine per una presunta violazione delle norme di confinamento sanitario in vigore nel 2021 nel Regno Unito.

## Pubblicazioni
Starmer è autore ed editore di diversi libri sul diritto penale e sui diritti umani:
- Justice in error, ed. by Clive Walker and Keir Starmer (London: Blackstone, 1993), ISBN 1-85431-234-0
- Francesca Klug, Keir Starmer and Stuart Weir, The three pillars of liberty: political rights and freedoms in the United Kingdom (London: Routledge, 1996), ISBN 0-415-09641-3
- Conor Foley and Keir Starmer, Signing up for human rights: the United Kingdom and international standards (London: Amnesty International United Kingdom, 1998), ISBN 1-873328-30-3
- Miscarriages of justice: a review of justice in error, ed. by Clive Walker and Keir Starmer (London: Blackstone, 1999), ISBN 1-85431-687-7
- Keir Starmer, European human rights law: the Human Rights Act 1998 and the European Convention on Human Rights (London: Legal Action Group, 1999), ISBN 0-905099-77-X
- Keir Starmer, Michelle Strange, and Quincy Whitaker, with Anthony Jennings and Tim Owen, Criminal justice, police powers and human rights (London: Blackstone, 2001), ISBN 1-84174-138-8
- Keir Starmer with Iain Byrne, Blackstone's human rights digest (London: Blackstone, 2001), ISBN 1-84174-153-1
- Keir Starmer and Jane Gordon, A report on the policing of the Ardoyne parades 12 July 2004 (Belfast: Northern Ireland Policing Board, 2004)